# Anacampseros filamentosa

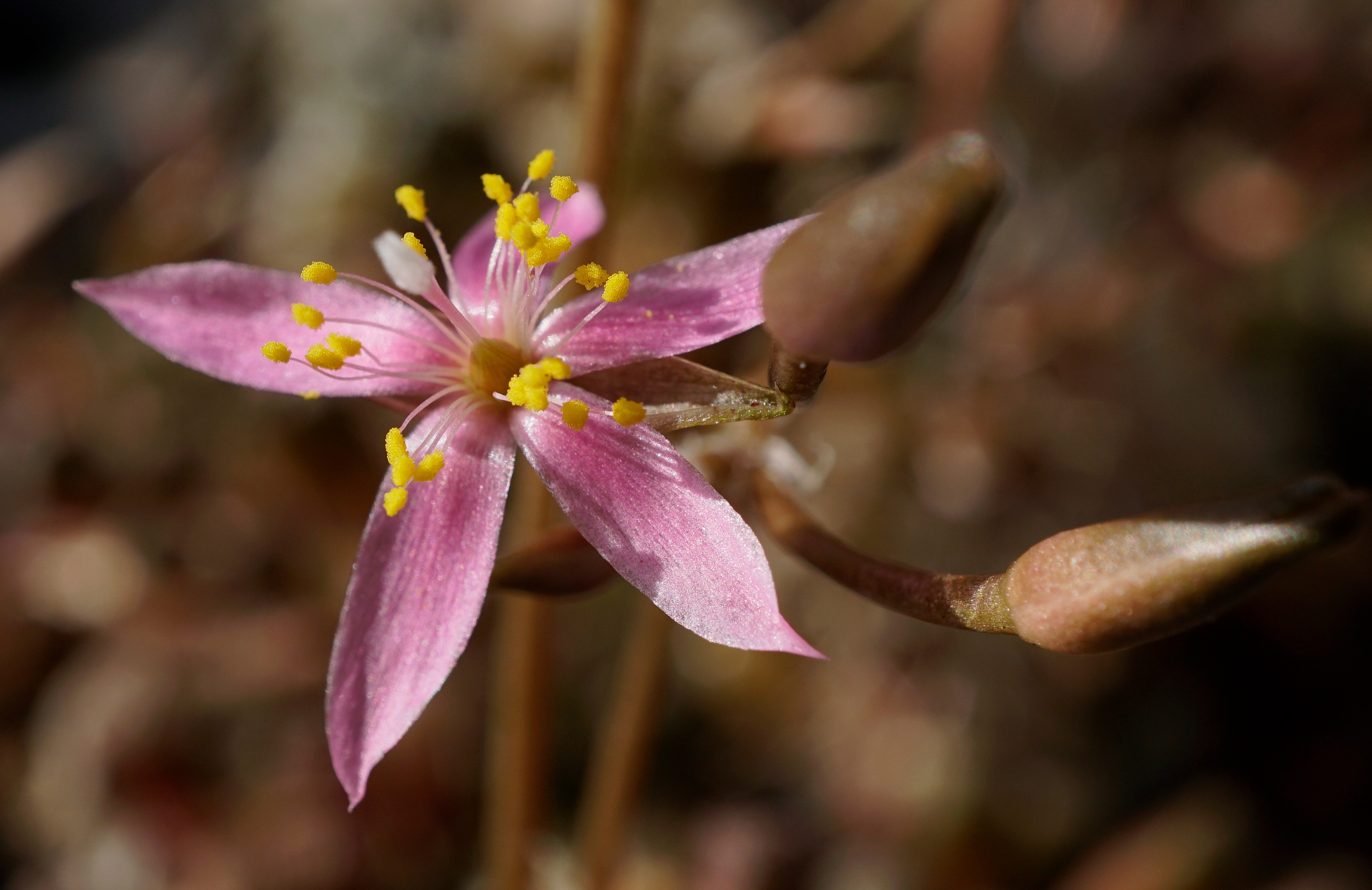
Geöffnete Blüte

Anacampseros filamentosa ist eine Pflanzenart in der Gattung Anacampseros aus der Familie Anacampserotaceae. Das Artepitheton filamentosa bedeutet ‚(lat. filum Faden) Spinnfaden; voller Spinfäden‘.

## Beschreibung
Anacampseros filamentosa wächst kurz säulenförmig, erreicht Wuchshöhen von bis zu 10 Zentimeter und entspringt mit wenigen fleischigen Trieben einem geschwollenen Wurzelstock. Die Triebe sind dicht mit Laubblättern besetzt. Deren eiförmige bis annähernd kugelförmige Blattspreite ist 4 bis 12 Millimeter lang, bis zu 8 Millimeter breit und 5 Millimeter dick. Die dunkelgrüne, etwas kinnförmige, zurückgebogene und gerunzelte Spreitenspitze ist in spinnenwebige, gräulich weiße Haare eingehüllt.

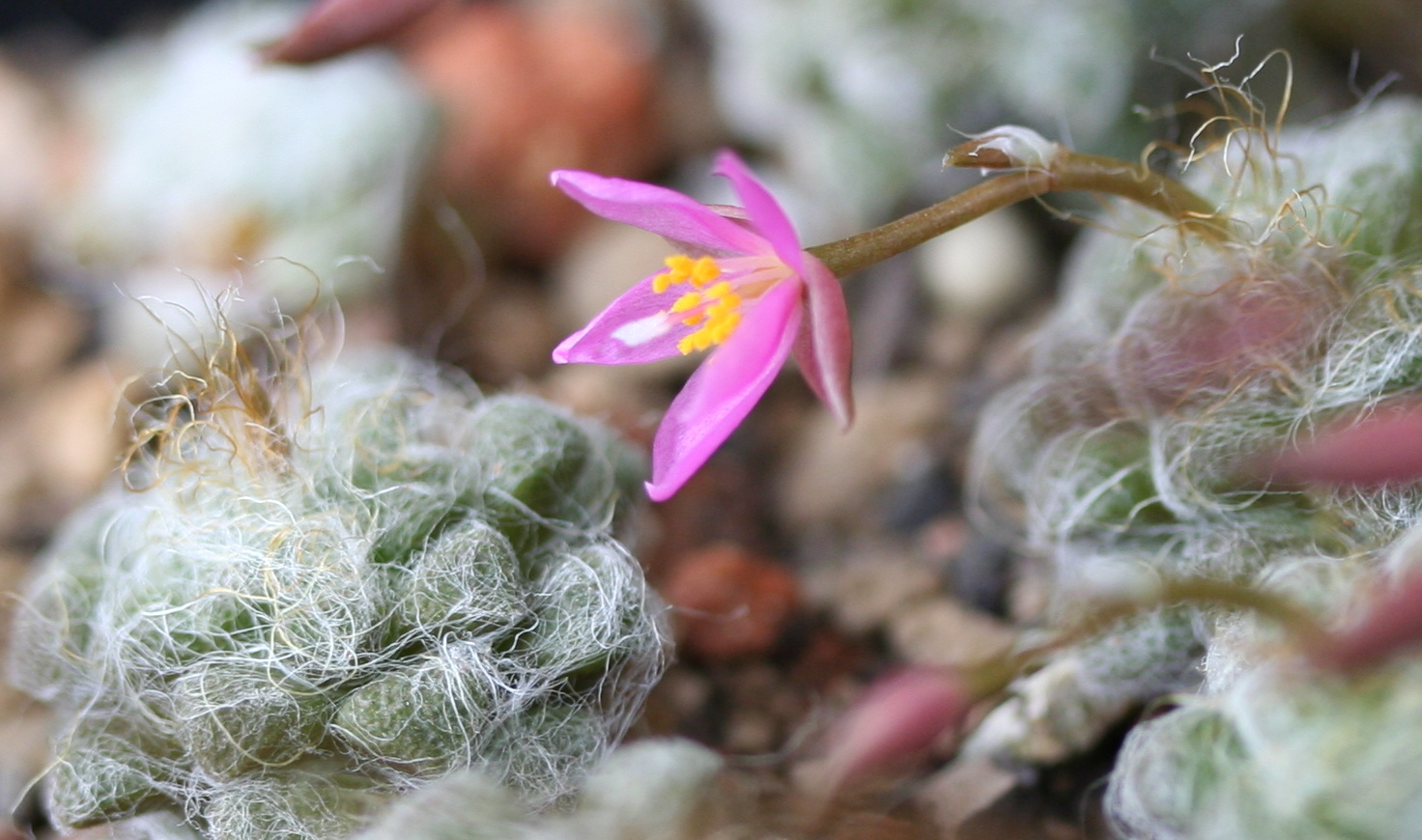
Habitus und Blüte

Der Blütenstand erreicht eine Länge von 5 bis 8 Zentimeter. Er trägt drei bis fünf Blüten von 1,5 bis 2,0 Zentimeter (selten bis 3,0 Zentimeter) Durchmesser. Ihre lanzettlichen Kelchblätter sind 5 bis 15 Millimeter lang und etwa 3,5 Millimeter breit. Die länglichen bis lanzettlichen, rosafarbenen Kronblätter sind 10 Millimeter (selten 4 bis 15 Millimeter) lang und 1,5 bis 4,0 Millimeter (selten bis zu 5,0 Millimeter) breit. Es sind 15 bis 25 Staubblätter vorhanden.
Die Kapselfrüchte weisen eine Länge von 7 bis 12 Millimeter auf. Sie enthalten 0,8 bis 1,5 Millimeter lange, einseitig keulenförmige bis nierenförmige, warzige Samen mit einer lockeren, weißen Scheide.
Die Chromosomenzahlen betragen {\displaystyle 2n=18,36}.

## Systematik und Verbreitung
Anacampseros filamentosa ist in Südafrika verbreitet.

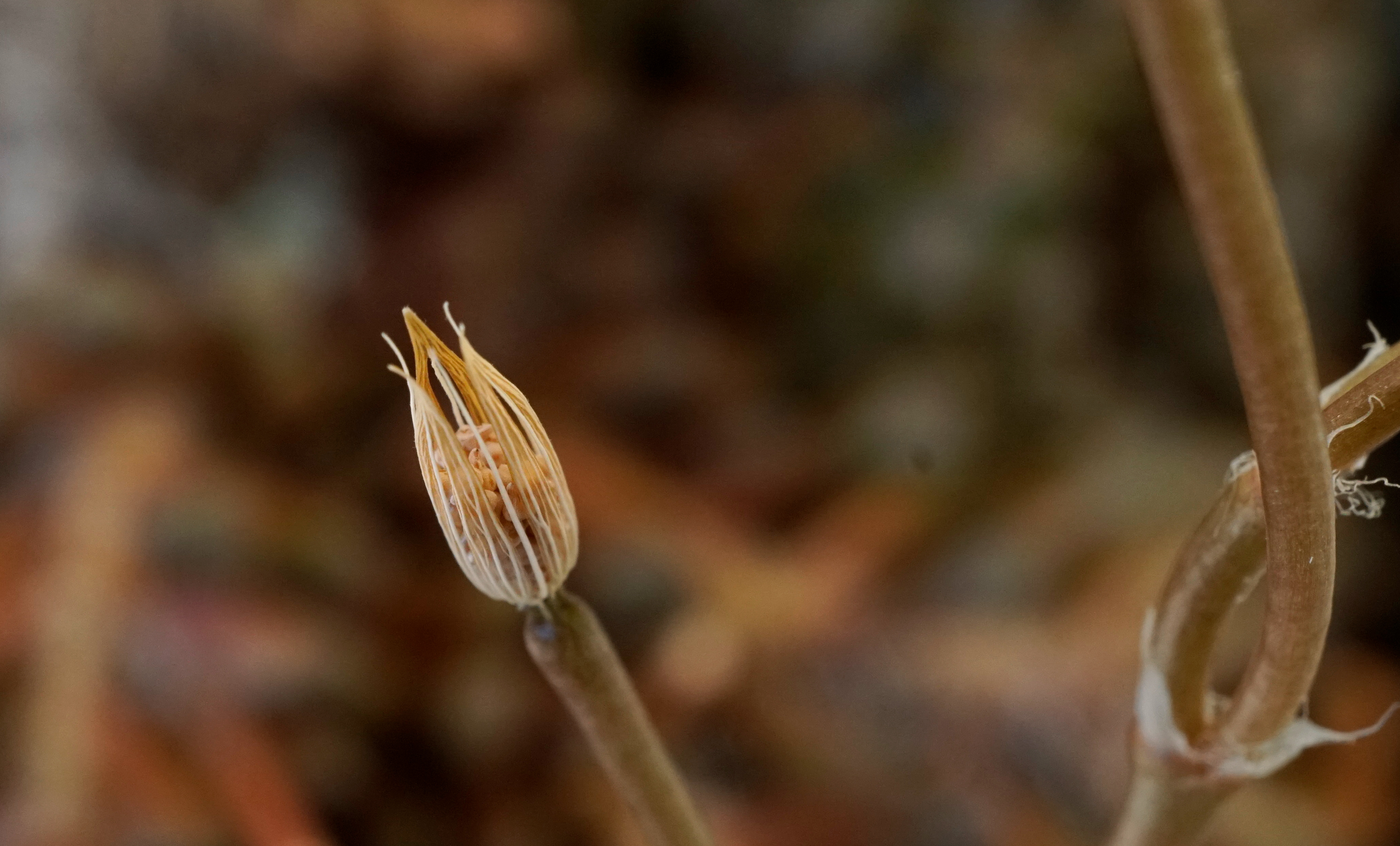
Kapselfrucht nach der Blüte

Die Erstbeschreibung als Portulaca filamentosa erfolgte 1803 durch Adrian Hardy Haworth. John Sims (1749–1831) stellte die Art 1811 in die Gattung Anacampseros. Nomenklatorische Synonyme sind Talinum filamentosum (Haw.) W.T.Aiton (1811) und Ruelingia filamentosa (Haw.) Haw. (1812).
Es werden folgende Unterarten unterschieden:
- Anacampseros filamentosa subsp. filamentosa
- Anacampseros filamentosa subsp. namaquensis (H.Pearson & Stephens) G.D.Rowley
- Anacampseros filamentosa subsp. tomentosa (A.Berger) Gerbaulet

## Nachweise